# Guillermo Escoto
Guillermo Escoto o Guillermo el escocés (? - Córdoba, 13 de mayo de 1222) fue un religioso escocés, tercer Ministro general de la Orden de la Santísima Trinidad y de los Cautivos y redentor general de la misma.

## Biografía
Guillermo Escoto era proveniente del Reino de Escocia, en realidad Escoto (en latín Scotus) quiere decir en castellano «el escocés». No se tienen más datos de su vida antes de ser trinitario.
Guillermo formó parte del grupo de estudiantes de la universidad de París que conocieron a san Juan de Mata y decidieron seguir sus pasos en el nuevo instituto por fundado este, la Orden de la Santísima Trinidad para la redención de los cautivos. Es posible que junto a Juan Anglicus hayan realizado una de las primeras redenciones de cautivos.
En el capítulo general celebrado en Cerfroid (Francia), en 1218, fue elegido como Ministro general de la Orden. Varias bulas de Honorio III van dirigidas a él, entre las más importantes se encuentran Operante Patre luminum, del 25 de abril de 1219, que da una radiografía de la extensión de la Orden en su tiempo, acogiendo bajo la protección de san Pedro todas las antiguas y nuevas casas de la Trinidad. Otra bula importante es la Cum Ministri Christi en la que el papa concede al Ministro general un pequeño cambio de mitigación a la Regla original.
Como Ministro general, Guillermo proyectó una visita a todas las casas de la Orden en Provenza y Languedoc, y de Aragón y Castilla, comenzando por la casa de Marsella y otras del sur de Francia, visitó luego las casas de Aragón, pasó después a las castellanas de Burgos, Segovia y Toledo. Al finalizar sus visitas pastorales se dirigió al sur de España, por entonces en manos de musulmanes, llegó a Córdoba, donde comenzó las tratativas para una redención de cautivos. Antes de terminar el cometido de la redención, murió el 13 de mayo de 1222. Un cortejo fúnebre salió de Córdoba hacia el castillo de Baños de la Encina (Provincia de Jaén), entre los cuales viajaron unos 42 cautivos cristianos rescatados por él.
Una tradición española sostiene que Guillermo Escoto es el fundador del Santuario de la Virgen de Tejeda en el año 1204 en la provincia de Cuenca, dos años después de las llamadas apariciones de la Virgen, donde ella se aparece a un pastor con la cruz roja y azul de los trinitarios.

## Culto
Guillermo Escoto ha sido venerado como santo en la Orden Trinitaria y en especial modo en el Santuario de Tejeda, antes de los decretos sobre el proceso de canonización de Urbano VIII, sin embargo su culto no ha sido confirmado por la Iglesia católica.